# Альбрехт Штеппун
Георг Август Герман Альбрехт Штеппун (нім. Georg August Hermann Albrecht Steppuhn; 15 липня 1877, Цоппот — 22 лютого 1955, Вісбаден) — німецький офіцер, генерал піхоти вермахту (17 серпня 1939). Кавалер ордена Pour le Mérite і Німецького хреста в сріблі.

## Біографія
Син прусського офіцера Фрідріха Штеппуна (1837–1920) і його дружини Елізи Доротеї, уродженої Гют (1849–1906). Племінник землевласника і депутата рейхстагу Германа Штеппуна.
7 березня 1896 року вступив в Прусську армію. Учасник Першої світової війни, командир батальйону. Після демобілізації армії залишений в рейхсвері. З початку 1926 року — начальник штабу 3-ї кавалерійської дивізії (Веймар). З 1 листопада 1928 року — командир 20-го піхотного полку (Регенсбург). З 1 липня 1929 року — командир піхотних частин 8-го військового округу. 31 липня 1931 року вийшов у відставку.
26 серпня 1939 року призваний на службу і призначений командувачем 12-м військовим округом. 30 квітня 1943 року звільнений у відставку.

## Сім'я
18 травня 1921 року одружився в Детмольді з Марією Луїзою Ляйзевіц (1892–1972). В пари народились кілька дітей.

## Нагороди
Отримав численні нагороди, серед яких:
- Столітня медаль
- Орден Священного скарбу 5-го класу (Японська імперія; 1909)[1]
- Хрест «За вислугу років» (Пруссія)
- Залізний хрест 2-го і 1-го класу
- Королівський орден дому Гогенцоллернів, лицарський хрест з мечами
- Pour le Mérite (17 серпня 1918)
- Почесний хрест ветерана війни з мечами
- Хрест Воєнних заслуг 2-го і 1-го класу з мечами
- Німецький хрест в сріблі (30 червня 1943)